# Clóris

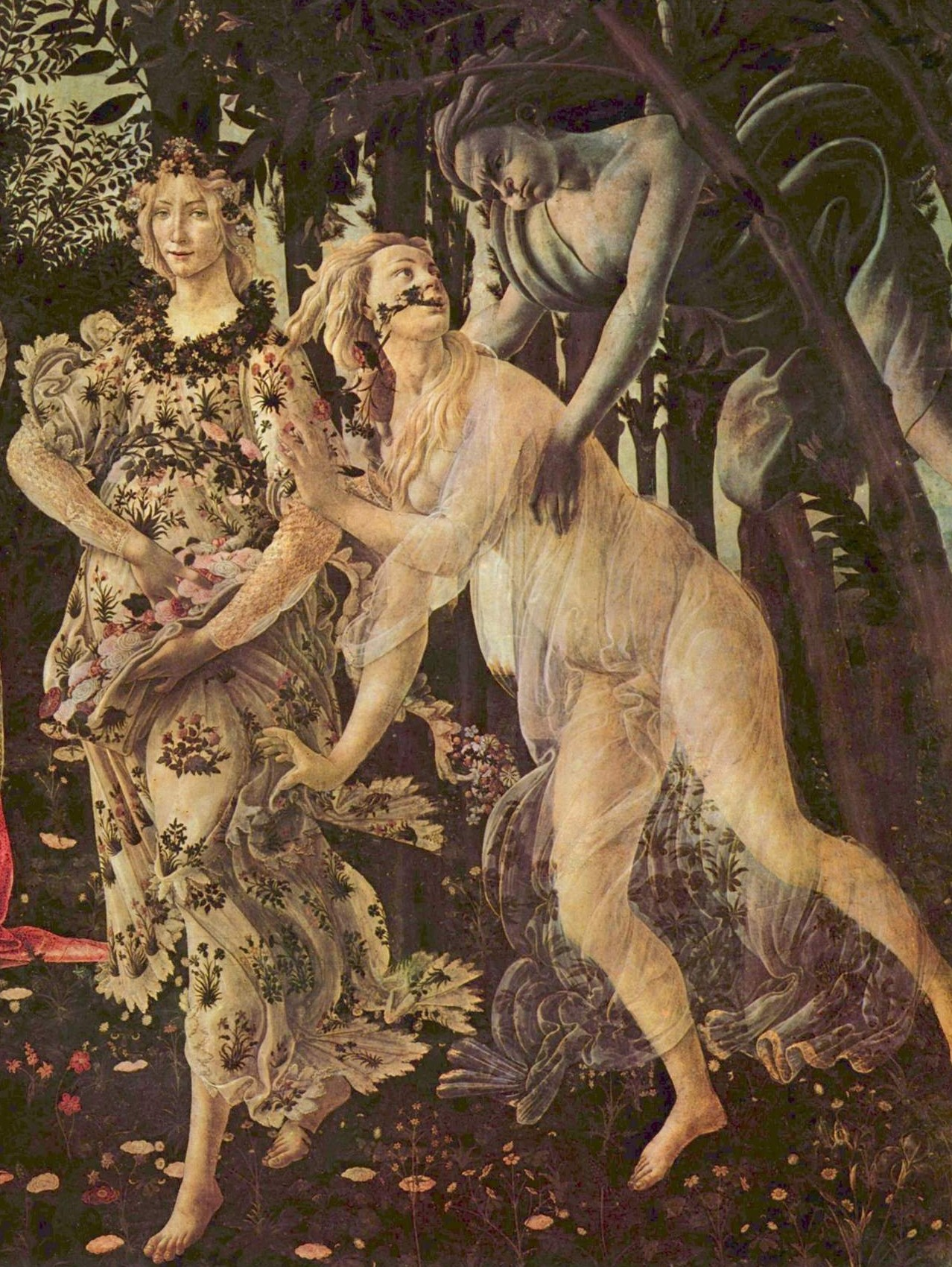
Zéfiro agarra Clóris e esta se transforma em Flora, na visão de Botticelli da Alegoria da Primavera.

Clóris (do grego "Khloris" ou Χλωρίς, de "Khloros" ou χλωρός - significando verde-claro, verde-pálido, pálido ou fresco) na mitologia grega, era a deusa da primavera, que presidia à formação dos brotos e das flores, e da qual o vento do inverno - Bóreas, que vem do norte - e o vento primaveril - Zéfiro, do oeste, tornaram-se amantes e rivais; havendo ela escolhido ao último, dele tornou-se esposa fiel.
Era a uma das Horas, sendo Clóris o seu título, e equivalia à romana Flora.
Clóris era uma ninfa dos campos, até que, em uma primavera, ela foi raptada pelo deus-vento Zéfiro, depois que Bóreas, irmão de Zéfiro, havia raptado a filha de Erecteu.
Segundo Ovídio, usando palavras atribuídas à própria Clóris, seu nome romano, Flora, é uma versão corrompida do nome grego Clóris.